# إكساميليا
إكساميليا (Εξαμίλια) هي مدينة في كورينثيا في مقاطعة كينتريكي إلادا في اليونان.
يبلغ عدد سكانها حوالي 1472 نسمة.